# Tito Menenio Agrippa Lanato
Tito Menenio Agrippa Lanato, in latino Titus Menenius Agrippae Lanatus (fl. V secolo a.C.), è stato un politico romano del V secolo a.C.

## Biografia
Tito Menenio apparteneva al ramo Lanato della nobile gens Menenia, un'antica gens patrizia dell'antica Roma. Era il figlio di Agrippa Menenio Lanato, console nel 503 a.C. e il padre di Tito Menenio Lanato, console nel 452 a.C. e di Lucio Menenio Agrippa Lanato, console nel 440 a.C.
Nel 477 a.C. venne eletto console con Gaio Orazio Pulvillo. Il Senato gli affidò la conduzione della campagna contro Veio ed il compito di portare soccorso ai Fabii, mentre al console Gaio Orazio fu affidata la campagna contro i Volsci.
L'esercito romano, condotto da Tito Menenio, non si trovava distante dal luogo dove si svolse la battaglia del Cremera, tanto che a Roma si sparse la voce che il console tardò a bella posta a portare aiuto ai Fabii, invidiandone la popolarità.
Sconfitti i Fabii, i Veienti sconfissero anche l'esercito condotto da Tito Menenio e si accamparono sul Gianicolo, da dove partivano per effettuare scorribande sotto le mura di Roma. Solo il ritorno dell'esercito romano guidato dall'altro console Gaio Orazio, riuscì a frenare le iniziative dei Veienti, giunti ormai sotto le mura.
Dopo aver lasciato la carica, nel 476 a.C., Tito fu accusato dai tribuni della plebe Quinto Considio e Tito Genucio di aver lasciato massacrare i Fabii nonostante fosse accampato vicino al luogo della battaglia. Il Senato lo difese così come, qualche anno prima, aveva difeso Coriolano e la popolarità di suo padre, che aveva riconciliato plebei e patrizi in seguito alla prima secessione della plebe, impedì ai tribuni della plebe di condannarlo all'esilio, ma dovette comunque pagare una multa di 2.000 assi. Questa ammenda equivalse ad una condanna a morte: non potendo sopportare il dolore per tale affronto si rinchiuse dentro casa ove, poco dopo, morì.